# Los Hules
Los Hules är en ort i Mexiko.   Den ligger i kommunen Metapa och delstaten Chiapas, i den sydöstra delen av landet, 900 km sydost om huvudstaden Mexico City. Los Hules ligger 136 meter över havet och antalet invånare är 503.
Terrängen runt Los Hules är lite kuperad. Runt Los Hules är det tätbefolkat, med 442 invånare per kvadratkilometer. Närmaste större samhälle är Tapachula, 9,3 km nordväst om Los Hules. Omgivningarna runt Los Hules är en mosaik av jordbruksmark och naturlig växtlighet.